# سرکیس و باخوس
سرکیس و باخوس (انگلیسی :Sergius and Bacchus;  یونانی : Σέργιος & Βάκχος; زبان سریانی :ܣܪܓܝܤ ܘܒܟܘܤ; عربی : سرجیس (یا سرکیس) و باخوس) سربازان مسیحی سریانی قرن چهارمی هستند که توسط کلیساهای کاتولیک، ارتدکس شرقی و ارتدکس مشرقی به عنوان شهید و قدیس مورد احترام قرار می گیرند. روز جشن آنها 7 اکتبر است. بر اساس هاجیوگرافی آنها، سرگیوس و باکوس افسران نظامی مورد علاقه ارتش امپراتور روم گالریوس بودند ، تا زمانی که به عنوان مسیحیان مخفی افشا شدند. سپس آنها به شدت تحقیر و مجازات شدند، مجبور شدند لباس های زنانه و هم لباس های فرومایگان را بپوشند، باکوس در حین شکنجه جان خود را از دست داد و سرجیوس در نهایت سرش را از تنش جدا شد.